# اما موسکات
اما موسکات (به انگلیسی: Emma Muscat) (زاده ۲۷ نوامبر ۱۹۹۹) خواننده و مدل مالتی است.
او نماینده مالت در یوروویژن ۲۰۲۲ بود.